# 슬기로운 감빵생활
《슬기로운 감빵생활》은 tvN에서 2017년 11월 22일부터 2018년 1월 18일까지 방송된 tvN 수목 드라마이다.

## 줄거리
슈퍼스타 야구선수 김제혁이 하루아침에 범죄자가 돼 들어간 교도소 안에서 일어나는 이야기와 그 안에 사는 사람들의 생활을 그린 블랙코미디.
감옥을 배경으로 미지의 공간 속의 사람 사는 모습을 그린 에피소드 드라마.

## 등장 인물

### 주요 인물
- 박해수 : 김제혁 역 (아역 : 이태선) - 포기를 모르고 노력하여 위기를 극복하는 슈퍼스타 야구선수[2] 빠른88

### 서부교도소
- 최무성 : 김민철 역(장기수)
- 박호산 : 강철두 역(카이스트)
- 강승윤 : 이주형 역(장발장)
- 정민성 : 고박사 역
- 이규형 : 유한양 역 (아역 : 백강, 김진성)(해롱이)(게이)
- 정해인 : 유정우 대위 역
- 김성철 : 김영철 역(법자)
- 안창환 : 안동호 역(똘마니)
- 정경호 : 이준호 역 (아역 : 이도현)
- 정웅인 : 팽세윤 역

### 제혁의 주변 인물
- 정수정 : 김지호 역 (아역 : 신린아, 이채윤) 대4(95년)
- 임화영 : 김제희 역 (아역 : 한지원)
- 김경남 : 이준돌 역 - 이준호의 동생. 기자

### 그 외 인물
- 최성원 : 조기철 / 점박이 역 - 재소자
- 이훈진 : 소지 역 - 구치소 수용자
- 주석태 : 염상재 역 - 작업반장. 재소자
- 안상우 : 김용철 서부교도소장 역
- 박형수 : 나형수 과장 역 (아역 이시우) - 교도관
- 김한종 : 한종 역 - 대형소지 - 재소자
- 강기둥 : 송기둥 담당 역 - 교도관
- 최연동 : 이정재 부장 역
- 김기남 : 최현우 부장 역 - 교도관
- 이도겸 : 박도겸 역 - 교도관
- 유형관 : 심우경 계장 역 - 교도관
- 임철형 : 김혁권 감독 역
- 공상아 : 김지호의 어머니 역
- 예수정 : 김제혁의 어머니 역
- 박혜진 : 이준호의 어머니 역
- 정진 : 강대성 교도관 역
- 김재건 : 영감 역 - 재소자
- 장혁진 : 유진호 역
- 염혜란 : 유한양의 어머니 역
- 한덕수 : 뉴스앵커 역
- 김경래 : 뉴스앵커 역
- 고은령 : 뉴스앵커 역
- 이영석 : 무기수 역 - 재소자
- 신재하 : 김민성 역 - 재소자
- 박영수 : 6667번(마약범) 역
- 차순배 : 북부교도소장 역
- 장준녕 : 야구 코치 역
- 배호근 : 장윤환 역 - 의료과장
- 김용운 : 덩치 수용자 역
- 김태수 : 목공작업장 2인자 역 - 재소자
- 이규성 : 정수 역
- 김소율 : 고소라 역 - 고 박사 딸
- 최광일 : 사형수 역
- 박구윤 : 재소자 역
- 김동찬 : 춤꾼 재소자 역
- 곽한구 : 차량절도범 역 - 재소자
- 김준한 : 송지원 역 (아역 김승찬) - 유한양의 연인
- 양대혁 : 공보의 역
- 최영 : 현장책임자 역
- 강현중 : 조폭 대장 역
- 고영빈 : 의사 정대현 역
- 예인 : 심 계장 딸 역
- 장준호 : 의사 역
- 홍승범 : 퀴즈 MC 역
- 이규섭 : 재소자 역
- 이상이 : 오동환 병장 역
- 안태영 : 임선수 역
- 정문성 : 유정민 역 - 유정우 형
- 이무생 : 강민구 역 - 유정민 친구, 유정우의 변호를 맡은 로펌 변호사.
- 신원호 : 주정훈 상병 역
- 김모범 : 박준영 일병 역
- 조경훈 : 건달 역
- 이도엽 : 도부장 역 - 고박사 전 상사
- 태원석 : 박동연 중사(소대장) 역
- 박건락 : 함 부장 역
- 송영학 : 손 코치 역
- 이신성 : 남 사장 역
- 김정팔 : 지 상무 역 - 고박사 전 상사
- 이윤상 : 의사 역
- 유수빈 : 양정석 역
- 김가영 : 외부 강사 역
- 권다함 : 공중보건의 역
- 손경원 : 목정현 신부 역
- 신희국 : 남 하사 역
- 정동훈 : 최 상병 역
- 서상원 : 박 계장 역
- 김기무 : 특수강간범 역
- 이석 : 이석은 역
- 강덕중 : 3방 재소자 역
- 김중기 : 법무부 장관 보좌관 역
- 정경천 : 소지 역
- 이재우 : 준호 선배 역
- 이도국 : 김진성 교수 역
- 서지훈 : 민식 역
- 안지현 : 영자 역
- 고이건 : 야구팀 동료 역
- 손강국 : 택시 기사 역
- 배진웅 : 진웅 역 - 매점 수용자
- 조준 : 양아치 역
- 한이진 : 뽕쟁이 역
- 김주영 : 눈빨간 수용자 역
- 금광산 : 교도소 신입 역
- 윤승훈 : 소지 역
- 박세준 : 강래욱 역
- 이소윤 : 김민철의 옛 애인 역
- 오대석 : 교도관 역
- 지민혁 : 강건우 역 - 카이스트의 아들
- 이태우 : 중딩 건우 역
- 백강 : 7세 한양 역
- 이재욱 : 소믈리에 역
- 김용환 : 교도관 역
- 이기혁 : 옥 담당 역
- 김희창 : 조폭대장 역
- 서왕석 : 양아치 역
- 서보익 : 셰프 역
- 박영복 : 소지 역
- 김수진 : 박준영 어머니 역
- 김지민 : 김은수 역 - 김민철의 딸
- 고은령 : 아나운서 역
- 이현걸 : 막말수용자 역
- 김중기 : 보좌관 역
- 배기범
- 추연규
- 장해송
- 황윤걸 : 아나운서 역
- 박영복 : 소지 역
- 이정혁 : 프런트대리 역
- 이진화 : 선생님 역
- 김영미 : 선생님 역
- 김지현 : 넥센 부장
- 은예준 : 수빈 짝궁 역
- 최명빈 : 팽수빈 역 - 팽세윤의 딸
- 김윤배 : 수감자 2 역
- 신동력 : 기자 역

### 특별출연
- 유재명 : 변호사 역
- 김선영 : 카이스트의 아내 역

## 촬영지
- 고척 스카이돔
- 구 장흥교도소
- 바이젠하우스
- 카페 치포리
- 지노(ZINO)

## 시청률
최저 시청률과 최고 시청률은 시청률 조사회사와 지역별로 시청률에 차이가 있을 수 있습니다.
| 2017년      | 2017년      | 2017년     | 2017년      |
| 회차        | 방송일      | AGB 시청률 | TNmS 시청률 |
| ----------- | ----------- | ---------- | ----------- |
| 제1회       | 11월 22일   | 4.638%     | 5.1%        |
| 제2회       | 11월 23일   | 5.381%     | 5.1%        |
| 제3회       | 11월 29일   | 4.698%     | 4.9%        |
| 제4회       | 11월 30일   | 5.468%     | 5.3%        |
| 제5회       | 12월 6일    | 5.612%     | 5.7%        |
| 제6회       | 12월 7일    | 5.847%     | 6.2%        |
| 제7회       | 12월 13일   | 6.388%     | 7.1%        |
| 제8회       | 12월 14일   | 6.774%     | 7.0%        |
| 제9회       | 12월 20일   | 7.313%     | 7.4%        |
| 제10회      | 12월 21일   | 7.910%     | 7.7%        |
| 2018년      |             |            |             |
| 제11회      | 1월 3일     | 9.095%     | 8.7%        |
| 제12회      | 1월 4일     | 9.393%     | 9.6%        |
| 제13회      | 1월 10일    | 10.142%    | 10.2%       |
| 제14회      | 1월 11일    | 10.615%    | 11.3%       |
| 제15회      | 1월 17일    | 10.477%    | 10.9%       |
| 제16회      | 1월 18일    | 11.195%    | 10.9%       |
| 평균 시청률 | 평균 시청률 | 7.559%     | 7.694%      |

## 추가 사항
- 이 화면은 레터박스로 구성되었다.
- tvN 드라마로는 시청률 10% 내외에 진입하였다.

## 같이 보기
- 대한민국의 텔레비전 드라마 목록 (ㅅ)
- 2017년 대한민국의 텔레비전 드라마 목록